# Dąbrowno (województwo śląskie)
Dąbrowno – wieś w Polsce położona w województwie śląskim, w powiecie myszkowskim, w gminie Niegowa.

## Nazwa
Miejscowość ma metrykę średniowieczną i istnieje co najmniej od XIII wieku. Wymieniona po raz pierwszy w 1287 w języku łacińskim triplex Dabrovno, 1385 Dabroua, 1386 Dabrouicza, 1404 Dambrow, 1409 Dambrowno, Dąbrowno .

## Historia
Wieś wymieniona po raz pierwszy w 1287 w gronie trzech miejscowości o tej samej nazwie Dąbrowa, leżących w pobliżu Lelowa. Średniowieczny dokument z 1443 odnotowuje dwóch braci Piotra i Mikołaja z Dąbrowna, którzy dzielą pomiędzy siebie okoliczne gaje. Piotrowi przypada gaj od grobli aż do granic Lgoty (Gawronnej) oraz gaj zwany Bełchawka (Belchawka). Mikołaj otrzymuje gaj z drugiej strony grobli do wsi z wyjątkiem łąk i stawiska, a także gaj zwany Będzin z zaroślami w końcu jego niwy .
Miejscowość była wsią szlachecką leżącą w województwie krakowskim w Koronie Królestwa Polskiego, a później Rzeczypospolitej Obojga Narodów. Od średniowiecza wieś wielokrotnie zmieniała właścicieli. Oprócz wspomnianych braci Mikołaja i Piotra, należała później także do innych właścicieli posiadających całość lub jej części. W 1385 należała do Miklusza z Dąbrowna, w 1385–1589 Szymka z D., w latach 1397–1414 do Piotrasza z Dąbrowna herbu Bylina itd. Zachowało się wiele dokumentów oraz notatek dotyczących przemian własnościowych we wsi opublikowanych w Słowniku historyczno-geograficznym województwa krakowskiego w średniowieczu wydanym w 1980 .
Po rozbiorach Polski miejscowość znalazła się w zaborze rosyjskim i leżała w Królestwie Polskim. W XIX-wiecznym Słowniku geograficznym Królestwa Polskiego wymieniona jest jako wieś i folwark leżący w powiecie będzińskim w gminie Niegowa i parafii Lelów. W 1827 w miejscowości znajdowały się 33 domy zamieszkiwane przez 334 mieszkańców. W 1880 liczba domów zwiększyła się do 38, a liczba mieszkańców wzrosła do 382. Wieś liczyła w sumie 887 mórg powierzchni w tym 361 gruntów ornych i ogrodów, 41 mórg łąk, 34 morgi pastwisk, 388 morgi lasu, 32 morgi zarośli, 1 morgę wód oraz 30 mórg nieużytków i placów. W miejscowości znajdował się również staw rybny oraz pokłady kamienia wapiennego, z których surowiec czerpał piec do wypalania wapna znajdujący się we wsi.
W latach 1975–1998 miejscowość administracyjnie należała do województwa częstochowskiego.